# ヘルツェライト
『ヘルツェライト』（ドイツ語: Herzeleid）は、ドイツのバンドであるラムシュタインの初となるスタジオ・アルバム。日本盤未発売の状態が続いていたが、2020年に日本盤が発売された。

## 概要
1994年にデビュー後、Motor Musicに所属したラムシュタインであったが、プロデューサーには恵まれなかった。候補にはボブ・ロックやリック・ルービンがいたが、最終的にはRonald Prentを仲介人兼通訳として、Clawfingerなどをプロデュースしていたヤーコブ・ヘルナーが選ばれた。
しかし、ヤーコブはバンドの曲を気に入らなかったため、1曲を作り上げるのに最長でも1週間を要するなど、制作は困難を極めた。最終的には20～30曲が完成し、その内の11曲が本アルバムへの収録となった。また、収録されなかった曲は次作や、シングル「エンジェル（ラムシュタインの曲）」のファンエディションに収録されている。
タイトルは訳すると「心痛」や「傷心」を意味する。これは主にリヒャルトとティルが当時失恋していたことに由来する。また、メンバーの欲求不満や怒りなども由来となっている。
2020年に発売25周年を記念して、リマスター盤『ヘルツェライト＜25周年記念エディション＞』（ドイツ語: Herzeleid ⅩⅩⅤ）が発売された。収録曲の追加・変更はされていない。日本盤はこのバージョンのみの発売となっている。

## 収録曲

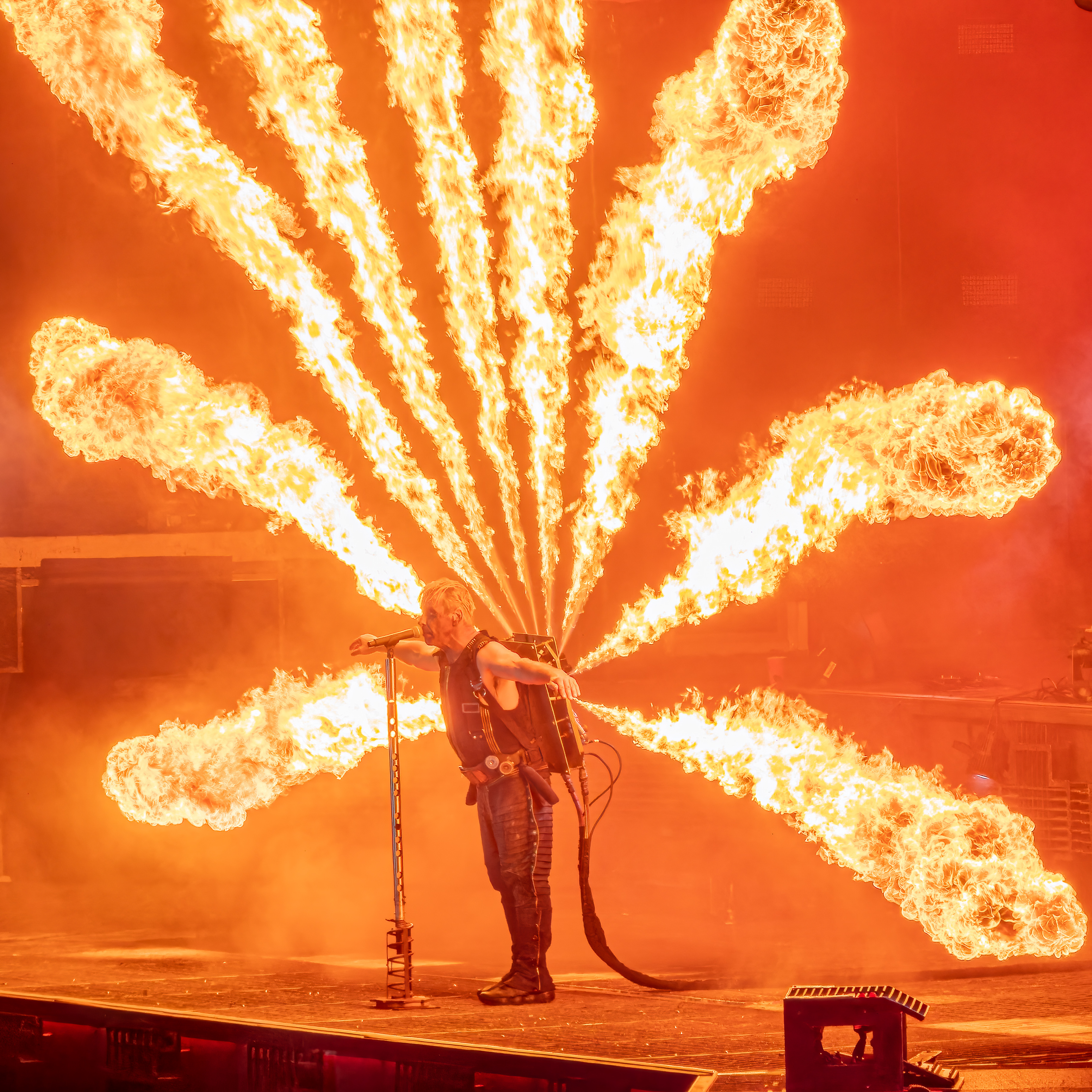
「ラムシュタイン」でのパフォーマンス。（2022年9月24日、ロサンゼルス公演）

作詞作曲はすべて「Rammstein」表記。邦題はユニバーサルミュージックジャパン公式より引用。
1. Wollt ihr das Bett in Flammen sehen? – ヴォルト・イーア・ダス・ベット・イン・フラメン・ゼーエン
バンドの自己紹介曲。
自己紹介曲は他に「Rammstein（同アルバム収録）」、「Rammlied（『最愛なる全ての物へ』収録）」、「Ramm4（2025年2月現在音源未収録）」と続くことになる。
2. Der Meister – デア・マイスター
3. Weisses Fleisch – ヴァイセス・フライシュ
4. Asche zu Asche – アシェ・ツー・アシェ
1997年に発売されたシングル「Das Modell」には、この曲を冠したWindows 95向けのコンピューターゲームが収録されている[3]。
2001年、オーストラリアでかつて行われていた音楽フェス"ビッグ・デイ・アウト"に出演する際、プロモーションとして急遽シングルが製作された[注釈 1]。そのため、シングルの表題曲であるにもかかわらず、ミュージックビデオが存在しない。また、公式サイトや公式アプリでもシングルの存在が言及されていない。
YouTubeにリリックビデオが投稿されている[4]。
5. Seemann – ゼーマン
2003年にアポカリプティカによってカヴァーされ（ボーカルはニーナ・ハーゲン）、アルバム『リフレクションズ（アポカリプティカ）（英語版）』に収録された。また、YouTubeにはミュージックビデオ(以下MV)も投稿されている[5]。
6. Du riechst so gut – ドゥー・リーヒスト・ゾー・グート
元ネタはパトリック・ジュースキントの小説『香水 ある人殺しの物語』。
シングルの発売にあたって、映画監督のデヴィッド・リンチにMVの撮影を依頼するが、リンチが多忙のため実在しなかった。その際にバンドメンバーとインディーズ時代のプロデューサーで撮ったMVが「Du riechst so gut '95」と呼ばれるものである。
その3年後にフィリップ・シュテルツェル（英語版）監督を迎え、リメイク作「Du riechst so gut '98」が撮影された。
7. Das alte Leid – ダス・アルテ・ライト
8. Heirate mich – ハイラーテ・ミッヒ
死姦をモチーフとした曲。
映画『ロスト・ハイウェイ』劇中歌。
1999年5月21日、バラエティ番組『タモリ倶楽部』のコーナー「空耳アワー」にて歌い出しの歌詞の空耳「混ぜて飲んでぇ」が紹介され、2000年の第6回空耳アワードのグランプリ作品となった。
9. Herzeleid – ヘルツェライト
10. Laichzeit – ライヒツァイト
11. Rammstein – ラムシュタイン
ラムシュタイン航空ショー墜落事故をモチーフとした曲。また、バンドの自己紹介曲としての意味合いも持ったダブルミーニングでもある。
映画『ロスト・ハイウェイ』劇中歌。
シングルが発売されていないにもかかわらず、MVが撮影されている[注釈 2]。
初期のライブではMV同様に、耐火服を着たティルが火だるまの状態で歌うというものだったが、2010年代のライブからは火炎放射器を背負い、背中から9方向に火炎放射を放つというパフォーマンスをとっている。

## 参加ミュージシャン

### ラムシュタイン
- ティル・リンデマン - ボーカル
- リヒャルト・Z・クルスペ - リードギター
- パウル・ランダース - リズムギター
- オリバー・リーデル - ベース
- クリストフ・ドゥーム・シュナイダー - ドラム
- ドクトル・クリスティアン・ローレンツ - キーボード